# فیازمان
فیازمان، روستایی از توابع بخش مرکزی شهرستان نهاوند در استان همدان ایران است.

## ویژگی‌ها
این روستا در ۷ کیلومتری نهاوند واقع شده و مردم آن به زبان لری تکلم می‌کنند.
این روستا دارای بیشترین سواحل در کنار رودخانه خروشان گاماسیاب می‌باشد و گذر این رودخانه پرآب، باعث تنوع زیست‌محیطی شده است.
لانه‌های انبوه کلاغ‌های آپارتمانی که به‌صورت شهرنشینی لانه سازی کرده‌اند، یکی از جاذبه‌های این روستای بکر است.

## آثار تاریخی و فرهنگی
تپه تاریخی فیازمان پر از درختچه‌های گز و گیاهان دارویی می‌باشد و در ۱۰۰ متری از ضلع غربی این روستا واقع‌شده که این اثر در تاریخ ۲۵ آبان ۱۳۸۷ با شمارهٔ ثبت ۲۳۷۴۶ به‌عنوان یکی از آثار ملی ایران به ثبت رسیده است؛ البته اطراف آن را بیشه‌زارها و چشمه‌های خروشانی احاطه کرده و یک مجتمع پرورش ماهی قزل‌آلا در نزدیکی آن است.
از دیگر آثار تاریخی و فرهنگی روستای فیازمان که در حال ثبت در فهرست آثار میراث فرهنگی است، حمام قدیمی روستا که در مرکز آن واقع شده می‌باشد که بیش از ۱۵۰ سال قدمت دارد و به علت کمبود اعتبارات، تاکنون برای مرمت و تعمیر آن اقدامی عملی انجام نشده است.
همچنین خانه قدیمی خان و مالک روستا نیز در نزدیکی رودخانه و در ارتفاع ۱۰ متری از سطح زمین بنا شده که یکی دیگر از جاذبه‌های این روستا است.
در بالای این روستا تپه‌ای تاریخی، در پایین روستا رودخانه زیبای گاماسیاب، در دو طرف روستا بیشه‌زارهای دست کاشت و خود رو گز و صنوبر به چشم می‌آید.

## شهرک کلاغ‌ها
در این روستا که نمونه آن در کمترین جای از نهاوند دیده می‌شود، بیش از ۶۳ سال است هزاران کلاغ‌سیاه در بیشه‌ای در کنار روستا و رودخانه گاماسیاب که از کنار روستا می‌گذرد، اقدام به لانه‌سازی چندطبقه به شکل آپارتمان‌های شهری کرده‌اند و بیشه کنار روستا به نام شهرک کلاغ‌ها معروف شده است.
در فصل بهار این دهکده پر از جوجه کلاغ‌های تازه سر از تخم بیرون آورده شده و پرواز کلاغ‌های بالغ برای جمع‌کردن غذا، نمایی زیبا را به وجود می‌آورد.
در این بیشه‌زارها که به دهکده کلاغ‌ها معروف شده بر روی هر درخت صنوبر ۹ تا ۱۳ متری بیش از ۷ آشیانه ساخته‌شده است که تعداد کثیر آشیانه کلاغ‌ها بر روی درختان، شکل و شمایلی آپارتمان‌نشینی را در بین ده‌ها درخت کهن‌سال صنوبر به خود گرفته است، اما بعد از هر تخم‌گذاری و سر درآوردن جوجه‌ها جمعیت کلاغ‌ها افزایش می‌یابد و تعداد آشیانه‌ها هم بیشتر می‌شود.

## تنوع جانوری و زیست‌محیطی
به دلیل آب‌وهوای بسیار تمیز و طبیعت بکر و دست‌نخورده و تپه پوشیده از درختان گزو مزرعه پرورش ماهی غزل آلا و چشم‌انداز محیط اطراف دهکده، انواع پرندگان دیگر ازجمله بلبل صحرایی، دارکوب، انواع گنجشک و سار، فنچ، مرغ ماهی‌خوار کوچک، لک‌لک، طوطی و دیگر پرندگان مهاجر نیز زندگی دسته‌جمعی تشکیل داده‌اند.

## گردشگری
بیشترین بازدیدکننده روستای فیازمان در فصل بهار و تابستان از استان خوزستان و هرمزگان به فیازمان می‌آیند و در اطراف رودخانه وبیشه زارها چادر می‌زنند و از مشاهده پرندگان و مرغ‌های ماهی‌خوار کوچک و ماهی‌های کوچک کنار رودخانه و میوه باغ‌ها و محصولات مزارع اطراف لذت می‌برند.
ساحل شن و ماسه‌ای رودخانه فیازمان و زمین فوتبال بکر و ماهی‌گیری در رودخانه و مشاهده اردک و غازها که در رودخانه در حال شنا هستند و کوچه‌باغ و بیشه‌های زیبا هرساله خاطرات خوشی را برای مسافران و گردشگران به‌جای می‌گذارد.

## جمعیت
این روستا در دهستان شعبان قرار دارد و براساس سرشماری مرکز آمار ایران در سال ۱۳۹۵، جمعیت آن ۱۰۳۲ نفر (۲۸۲خانوار) بوده است.